# Roe
Roe – rzeka w USA, w stanie Montana.
W księdze rekordów Guinnessa do 2005 była wymieniona jako najkrótsza rzeka świata. Jej długość wynosi 67 metrów (220 stóp). Wypływa ze źródeł Giants, wpływa do rzeki Missouri.
W stanie Oregon jest rzeka D (D River), którą uważa się za krótszą (36 m). W rzeczywistości długość obu rzek jest zmienna. Księga rekordów Guinnessa z roku 2006 nie podaje najkrótszej rzeki.